# Menegazzia globulifera
Menegazzia globulifera är en lavart som beskrevs av R. Sant. Menegazzia globulifera ingår i släktet Menegazzia och familjen Parmeliaceae.   Inga underarter finns listade i Catalogue of Life.